# 愛麗航程
愛麗航程（日語：アグネスフライト），是日本純種競賽馬匹，生涯活躍於中距離賽事，曾勝出2000年東京優駿（日本打吡大賽），達成日本賽馬史上首次祖孫三代經典賽制霸。

## 出賽前
1997年3月2日出生於北海道千歲市社台牧場，所有權歸於母系之馬主渡邊孝男旗下。
其後交由栗東訓練中心練馬師長濱博之訓練。

## 競賽生涯

### 4歲（現3歲）
2000年2月6日出戰京都競馬場的4歲新馬戰，比賽途中其選擇於後方追走，進入直路後成功突放衝出，超越前方所有對手下後續繼續拉開距離，最終以4馬位優秀奪得首勝。
其後以皋月賞作爲目標，出戰前哨戰若葉錦標，但愛麗航程於此戰並未發揮最佳狀態，最終以第十二完賽。
因於若葉錦標的失利，陣營決定放棄皋月賞轉戰東京優駿，並於4月15日的公開賽若草錦標作爲熱身。比賽開始後，其於慢閘之下需要在後方追走，通過第三彎道時開始發力衝刺。進入直路後，處於望空狀態的愛麗航程成功加速，瞬間超越前方賽駒取得領先，其後繼續保持速度抵擋後方Sterling Rose的追擊及防止Jin Warabeuta的反超，最終以1/2馬位優勢勝出。
5月6日出戰京都新聞盃以確保獎金足以其出戰打吡，並於賽前獲得第二人氣。比賽開始後，其選擇墮後於最後方等待時機，通過第三彎道時候開始發力迫近前方賽駒。進入直路後，其隨即加速並跑出全場最快末腳，不但瞬間超越所有對手，更以拉開後方3馬位的姿態取得首個分級賽冠軍。
5月28日按照計劃出戰東京優駿，僅次於皋月賞冠軍空中神宮及皋月賞亞軍大德之都取得第三人氣。比賽開始後，雖然其處於第4檔較內檔位置並順利出閘，但其並未選擇積極搶佔位置，而是墮後至到最後放穩步追走。通過第三彎道時，處於中團靠後位置的空中神宮開始發力，愛麗航程於此時亦跟上縮窄和對手之間的距離。進入直路後，前方的空中神宮經已衝出並取得領先，更於直路中團進入獨走狀態。然而此時愛麗航程奮力追趕，轟出後600米34.9秒的恐怖末腳下於最後50米追上對手，最終於現場評述員三宅正治的解說：「河內的夢想！武豐的意志！究竟誰可以獲勝！」（河内の夢か！豊の意地か！どっちだー！）下，兩駒以平頭姿態衝線。而經過賽後的照片判定，賽會確認愛麗航程以7厘米微小優秀勝出，成功奪得首個一級賽冠軍，爲騎師河內洋帶來首個日本被優勝之餘，亦達成日本賽馬史上首次祖孫三代經典賽制霸。

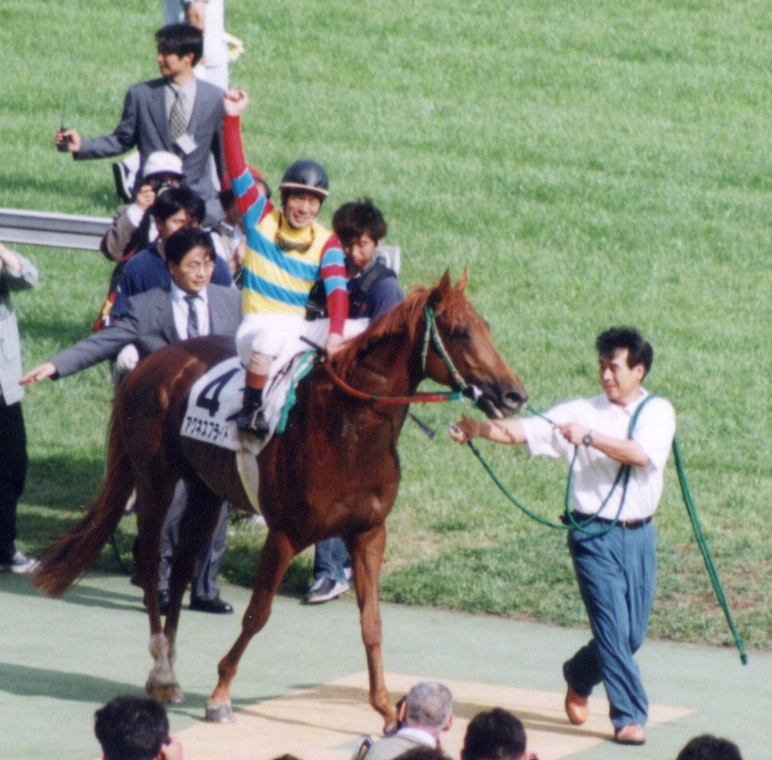
東京優駿賽後致謝

贏得打吡後進入短暫放草，其後於9月24日出戰神戶新聞盃，雖然其於比賽途中由中團衝出並跑獲不足的戰績，但最終仍然未能贏過Fusaichi Sonic，以2馬位差距落敗得第二。
10月22日出戰菊花賞，比賽途中進行長距離加速由中團位置爬升至前方，然而其於直路上稍顯力弱，最終未能最大程度加速下以第五完賽。
其後出戰日本盃挑戰一衆年長馬匹，但其於比賽途中完全未能發揮表現，最終以第十三大敗。順帶一提，本次比賽中與其同屬00世代的皋月菊花雙冠馬空中神宮獲得第十四、NHK一哩賽冠軍飛鷹茶座獲得第十五、而優駿牝馬（日本橡樹大賽）冠軍第一絲綢更以包尾完賽，因而本場比賽出現了由所有日本4歲馬墊底的情況，亦令00世代被冠以「最弱世代」的名號。

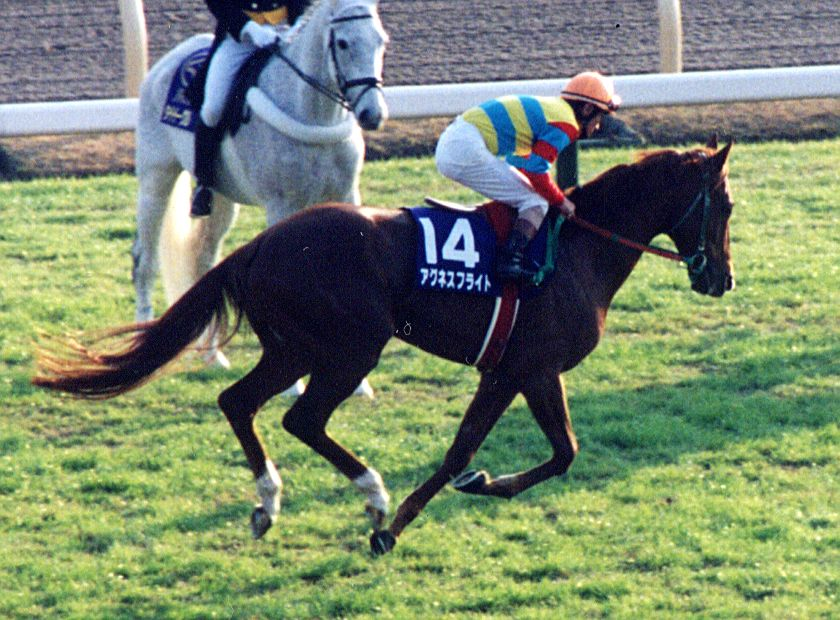
日本盃賽前熱身

### 4歲[a]
2001其以京都紀念作爲年度首戰，於直路上一度取得領先下被後上的Maquereau超越，最終以3/4馬位差距落敗。
4月1日出戰產經大阪盃，未能順利加速下僅跑獲第十。
其後陣營原定以春季天皇賞作爲目標，但於訓練途中其被發現患有肌腱炎，最終進入長期休養。

### 5歲
2002年10月27日於秋季天皇賞復出，但於狀態未完全恢復下以第十五大敗，其後出戰日本盃亦而包尾第十六慘敗。

### 6歲
進入2003年，繼續現役的愛麗航程出戰京都紀念，受到天雨影響下未能於直路發揮其優秀的末腳，最終以第六完賽。
3月23日出戰阪神大賞典，於其中獲得第十三。
完成阪神大賞典後，陣營考慮其近期表現，決定安排其退役，並於5月10日在京都競馬場舉行退役儀式。

### 詳細賽績
| 日期       | 舉辦國家 | 馬場 | 距離   | 級別 | 賽事名稱   | 負重 | 騎師     | 馬號 | 出馬 | 名次 | 時間   | 頭馬（二馬）        |
| ---------- | -------- | ---- | ------ | ---- | ---------- | ---- | -------- | ---- | ---- | ---- | ------ | ------------------- |
| 6/2/2000   | 日本     | 京都 | 草1600 |      | 4歲新馬    | 55   | 河內洋   | 3    | 15   | 1    | 1:37.1 | （Southern Suzuka） |
| 18/3/2000  | 日本     | 阪神 | 草2000 | OP   | 若葉錦標   | 56   | 河内洋   | 8    | 16   | 12   | 2:03.6 | Kurino King O       |
| 15/4/2000  | 日本     | 阪神 | 草2200 | OP   | 若草錦標   | 55   | 河内洋   | 3    | 12   | 1    | 2:18.4 | （Jin Warabeuta）   |
| 6/5/2000   | 日本     | 京都 | 草2000 | GIII | 京都新聞盃 | 55   | 河内洋   | 13   | 14   | 1    | 1:59.8 | （Maruka Mirror）   |
| 28/5/2000  | 日本     | 東京 | 草2400 | GI   | 東京優駿   | 57   | 河内洋   | 4    | 18   | 1    | 2:26.2 | （空中神宮）        |
| 24/9/2000  | 日本     | 阪神 | 草2000 | GII  | 神戶新聞盃 | 56   | 河内洋   | 11   | 12   | 2    | 2:01.9 | Fusaichi Sonic      |
| 22/10/2000 | 日本     | 京都 | 草3000 | GI   | 菊花賞     | 57   | 河内洋   | 6    | 18   | 5    | 3:05.6 | 空中神宮            |
| 26/11/2000 | 日本     | 東京 | 草2400 | GI   | 日本盃     | 55   | 河内洋   | 14   | 16   | 13   | 2:27.6 | 好歌劇              |
| 17/2/2001  | 日本     | 京都 | 草2200 | GII  | 京都紀念   | 57   | 河内洋   | 14   | 14   | 2    | 2:12.4 | Maquereau           |
| 1/4/2001   | 日本     | 阪神 | 草2000 | GIi  | 產經大阪盃 | 59   | 河内洋   | 5    | 14   | 10   | 1:59.7 | Toho Dream          |
| 27/10/2002 | 日本     | 中山 | 草2000 | GI   | 秋季天皇賞 | 58   | 勝浦正樹 | 2    | 18   | 15   | 1:59.8 | 吉兆                |
| 24/11/2002 | 日本     | 中山 | 草2200 | GI   | 日本盃     | 57   | 後藤浩輝 | 6    | 16   | 16   | 2:14.7 | 飛霸                |
| 22/2/2003  | 日本     | 京都 | 草2200 | GII  | 京都紀念   | 58   | 河内洋   | 8    | 16   | 6    | 2:16.8 | 我心聲              |
| 23/3/2003  | 日本     | 阪神 | 草3000 | GII  | 阪神大賞典 | 59   | 松永幹夫 | 6    | 15   | 13   | 3:07.2 | Daitaku Bertram     |

a 由2001年開始，日本跟隨國際馬齡顯示標準，以實歲標記馬匹

## 退役後
退役後，愛麗航程成爲了配種馬，於北海道浦河町日高Stallion Station休養，在2004年進行配種。首批子嗣於2005年出生。首批子嗣可於2007年出賽，8月12日經已有中央的子嗣於新馬戰中取勝。
2011年配種季過後，其由配種馬退役，並返回出生地北海道千歲市社台牧場作爲乘騎馬之用。
2015年其由乘騎馬退役，繼續於社台牧場功勞馬身份進行養老生活。
2023年1月11日，其於養老地因衰老以26歲高齡死亡。

## 血統簡介
父系週日寧靜是美國三冠賽雙軍馬，退役後在日本配種，在日本馬壇相當成功，贏得多項分級賽事，其子嗣贏得巨額獎金。連續12年成為日本冠軍種馬。祖父Halo爲美國賽駒，曾贏得一級賽冠軍，爲美國冠軍種馬。
母系愛麗花爲日本賽駒，生涯戰績優秀，曾於1990年勝出櫻花賞。外祖父Royal Ski爲美國賽駒，生涯戰績優秀，曾勝出一級賽桂冠未來錦標。

### 血統表
| 父線：週日寧靜系（Halo系）     |                             |                 |               |
| 種馬 週日寧靜 1986年（棕色）   | Halo 1969年（棕色）         | Hail to Reason  | Turn-to       |
| 種馬 週日寧靜 1986年（棕色）   | Halo 1969年（棕色）         | Hail to Reason  | Nothirdchance |
| 種馬 週日寧靜 1986年（棕色）   | Halo 1969年（棕色）         | Cosmah          | Cosmic Bomb   |
| 種馬 週日寧靜 1986年（棕色）   | Halo 1969年（棕色）         | Cosmah          | Almahmoud     |
| 種馬 週日寧靜 1986年（棕色）   | Wishing Well 1975年（棗色） | Understanding   | Promised Land |
| 種馬 週日寧靜 1986年（棕色）   | Wishing Well 1975年（棗色） | Understanding   | Pretty Ways   |
| 種馬 週日寧靜 1986年（棕色）   | Wishing Well 1975年（棗色） | Mountain Flower | Montparnasse  |
| 種馬 週日寧靜 1986年（棕色）   | Wishing Well 1975年（棗色） | Mountain Flower | Edelweiss     |
| 繁殖雌馬 愛麗花 1987年（棗色） | Royal Ski 1974年（栗色）    | Raja Baba       | 勇者帝王      |
| 繁殖雌馬 愛麗花 1987年（棗色） | Royal Ski 1974年（栗色）    | Raja Baba       | Missy Baba    |
| 繁殖雌馬 愛麗花 1987年（棗色） | Royal Ski 1974年（栗色）    | Coz Onijinsky   | Involvement   |
| 繁殖雌馬 愛麗花 1987年（棗色） | Royal Ski 1974年（栗色）    | Coz Onijinsky   | Gleam         |
| 繁殖雌馬 愛麗花 1987年（棗色） | Agens Lady 1976年（棗色）   | Remand          | Alcide        |
| 繁殖雌馬 愛麗花 1987年（棗色） | Agens Lady 1976年（棗色）   | Remand          | Admonish      |
| 繁殖雌馬 愛麗花 1987年（棗色） | Agens Lady 1976年（棗色）   | Ikoma Eikan     | Sallymount    |
| 繁殖雌馬 愛麗花 1987年（棗色） | Agens Lady 1976年（棗色）   | Ikoma Eikan     | Heatherlands  |
| 雌系：號族：1-l                |                             |                 |               |
| 五代內近親交配：無             |                             |                 |               |

## 命名由來
名字中，Agnes（アグネス）是馬主渡邊孝男的冠名，出自其千金喜愛的著名華人歌星陳美齡的英文名字，香港取音譯，將其翻譯为「愛麗」，Flight（フライト）意思是航班，香港則譯作「航程」。

## 外部連結
- 愛麗航程 netkeiba.com （页面存档备份，存于）
- 血統表 （页面存档备份，存于）